# Дрила 1
Дрила 1 (біл. вёска Дріла 1) — село (веска) в складі Логойського району розташоване в Мінській області Білорусі, підпорядковане Жовтневій сільській раді.
Село Дрила 1 розташоване в центральних районах Білорусі, у північній частині Мінської області.